# Bad But Good
〈Bad But Good〉은 대한민국의 걸 그룹 미쓰에이의 데뷔 싱글로, 2010년 7월 1일 발매되었다. 타이틀 곡은 "Bad Girl Good Girl"로, 공개 직후 각종 차트에서 1위를 차지하였으며, 2010년 가온 차트를 기준으로 디지털 차트와 스트리밍 차트에서 1위를 했다.

## 활동 사항
2010년 7월 1일 미쓰에이의 첫 싱글 음반이자 데뷔 음반인 Bad But Good이 발매되었다. 미쓰에이는 음반 발매와 동시에 Mnet 《엠카운트다운》에서 데뷔 무대를 가졌다. 타이틀곡 "Bad Girl Good Girl"은 유럽 스타일의 풍부한 음악적 선율과 미국적 강렬한 힙합 리듬이 결합된 미디엄 템포 곡으로, 박진영이 작곡하였다.
타이틀곡 "Bad Girl Good Girl"은 많은 관심을 받으며 각종 음원 차트에서 1위를 차지하였고으며, 이어 7월 22일에는 Mnet 《엠카운트다운》에서 데뷔한지 불과 3주만에 첫 1위를 수상하였다. 이때 미쓰에이는 데뷔 후 가장 빨리 1위를 차지한 걸그룹 1위로 기록되기도 하였다. 또한 연달아 《뮤직뱅크》, 《인기가요》에서도 정상을 차지하였으며, 음원차트에서 4주연속 1위를 하며 신예 답지 않은 파워를 보여줬다. 결국 "Bad Girl Good Girl"은 가온 디지털 종합 차트를 비롯해 멜론, 엠넷 등 대한민국의 거의 모든 음원 사이트에서 2010년 연간차트 1위를 기록했다. 미쓰에이는 8월 15일 SBS 《인기가요》 무대를 마지막으로 공식적인 데뷔 앨범 활동을 마감하였다.

## 트랙리스트
| #  | 제목                   | 작사                      | 작곡                      | 재생 시간 |
| -- | ---------------------- | ------------------------- | ------------------------- | --------- |
| 1. | 〈Bad Girl Good Girl〉 | J.Y. Park "The Asiansoul" | J.Y. Park "The Asiansoul" | 3:37      |
| 2. | 〈딱 마주쳐〉          | 슈퍼창따이                | 슈퍼창따이                | 3:05      |
| 3. | 〈다시 사랑〉          | 슈퍼창따이                | 슈퍼창따이                | 3:26      |
| 4. | 〈Break It〉           | 슈퍼창따이                | TOMMY RARK                | 3:48      |

## 크레딧
앨범의 라이너 노트를 참고한 것이다.
| - 이그제큐티브 프로듀서 - 두현수, 정욱 - 프로듀서 - 박진영 - 어시스턴트 프로듀서 - 김창대, Tommy Park, 홍지상 - 어드미니스트레이션/ 프로덕션 코디네이터 - 이보람 - 매니지먼트 - 권봉운, 김재호, 조해성 - 마케팅 - 윤선미, 정해은 - 퍼블릭 릴렉션 - 한수정 - A&R - 정병기, 장하나 - 레코딩 엔지니어 - 신봉원, 정호진, 김갑수, 정의석, 최자욱, 나수민 - 어시스턴트 레코딩 엔지니어 - 이재은 | - 믹싱 엔지니어 - Manny Maroquin, 홍성준, 조성준 - 어시스턴트 믹싱 엔지니어 - Christian Plata & Erik Madrid, CA, 심소연 - 마스터링 엔지니어 - Brian Gardner, CA 최효영 - 포토그래퍼 - 김화영 - 뮤직비디오 - 홍원기 - 헤어 - 라영, 세레 - 메이크업 - 이은주, 최영란 - 포토 - 이전호 - 자켓 디자인 - 홍정석 - 프린트 - 투데이 아트 |

## 차트

### 주간 차트
| 차트 (2010)             | 최고 순위 |
| ----------------------- | --------- |
| 가온 디지털 차트        | 1         |
| 가온 모바일 차트        | 1         |
| 가온 온라인 차트        | 1         |
| 멜론 차트               | 1         |
| 뮤직뱅크 K-Chart        | 1         |
| 소리바다 종합 주간 차트 | 1         |
| 엠카운트다운 차트       | 1         |
| 인기가요 뮤티즌송       | 1         |

| 차트 (2010)        | 최고 순위 |
| ------------------ | --------- |
| 가온 디지털 차트   | 1         |
| 가온 스트리밍 차트 | 1         |
| 가온 다운로드 차트 | 3         |
| 뮤직뱅크 K-Chart   | 5         |